# Município Tombua
Município Tombua är en kommun i Angola.   Den ligger i provinsen Namibe, i den sydvästra delen av landet, 900 km söder om huvudstaden Luanda.
Trakten runt Município Tombua är ofruktbar med lite eller ingen växtlighet. Runt Município Tombua är det mycket glesbefolkat, med 2 invånare per kvadratkilometer.